# Iodură de cupru (I)
Iodura de cupru (I) este o sare a cuprului monovalent cu acidul iodhidric. Compusul este un precipitat de culoare albă, care se pune în evidență prin filtrarea și spălarea acestuia cu apă distilată. Formula sa chimică este CuI. 

## Obținere

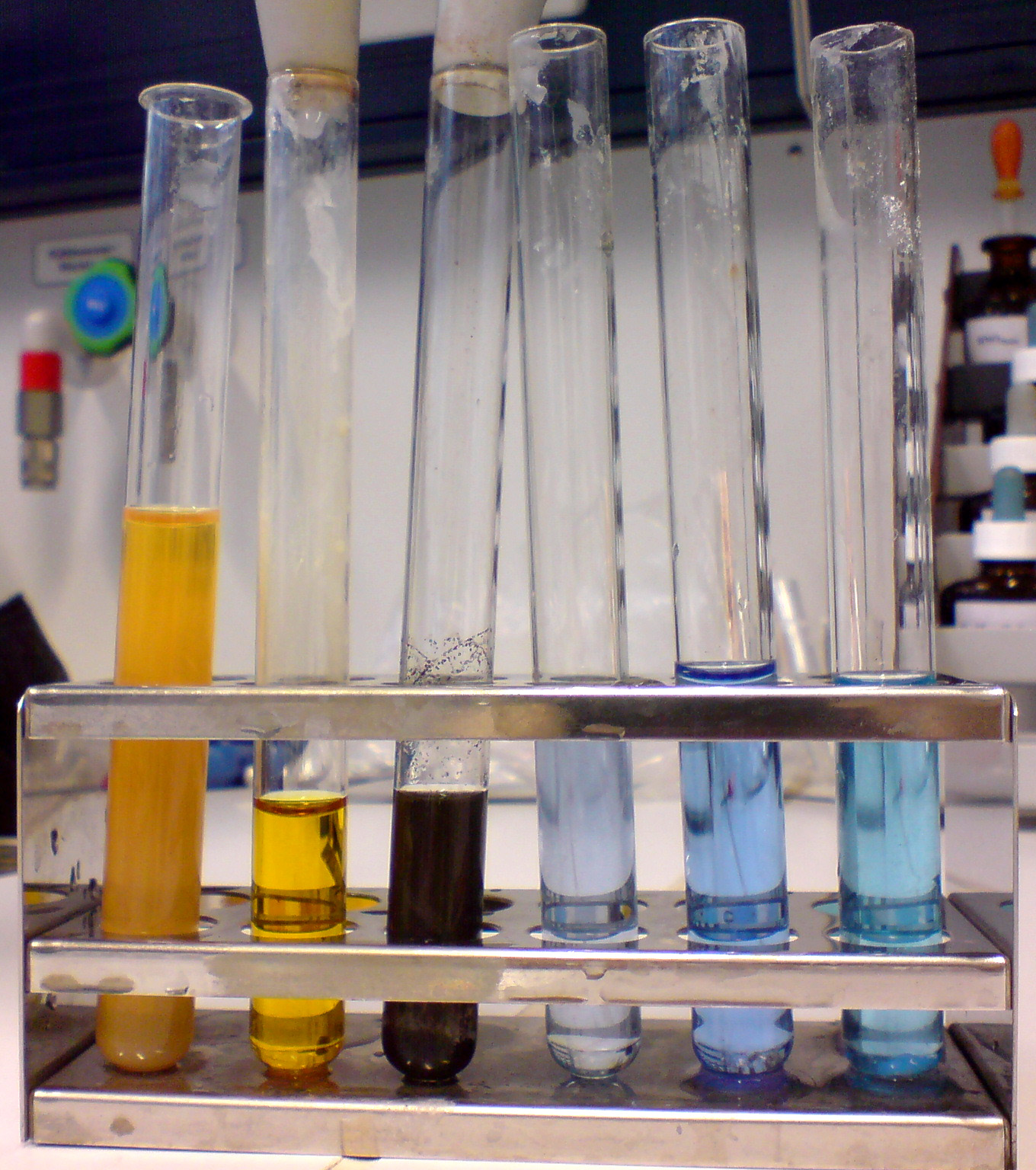
În prima eprubetă se poate observa coloritul maroniu al reacţiei, datorat iodului elementar pus în libertate

Prin reacția dintre o iodură alcalină și un sulfat rezultă iodura de cupru cu valență II, care, fiind instabilă, se descompune în iodură de cupru cu valență I și iod elementar, după reacția:
{\displaystyle \mathrm {2CuSO_{4}+4KI\longrightarrow 2CuI_{2}+2K_{2}SO_{4}} }
{\displaystyle \mathrm {2CuI_{2}\longrightarrow 2CuI+I_{2}} }